# Три сестры, чистые в своих помыслах
«Три сестры, чистые в своих помыслах» (яп. 乙女ごころ三人姉妹: Отомэ-гокоро саннин симаи; англ. Three Sisters with Maiden Hearts) — фильм-драма режиссёра Микио Нарусэ, вышедший на экраны в 1935 году. Экранизация романа «Сёстры Асакуса» Ясунари Кавабаты.

## Сюжет
Центральными персонажами киноленты, как это явствует из названия, являются три сестры: старшая О-Рэн, ушедшая из дома и чья история представлена несколькими вставками в сюжет; средняя Осомэ, являющаяся воплощением добра и жертвенности; и младшая сестра Тиэко, которая живёт познанием первой любви с приятным молодым человеком, ресторатором Аоямой. Их властная и жестокая мать является учителем игры на сямисэне и заставляет дочерей и трёх приёмных учениц младшего возраста зарабатывать деньги пением для клиентов в барах и на улицах района Асакуса. Осомэ приглядывает за младшими девочками на улице, пытаясь защитить их от подлости гневной матери. 
История О-Рэн показана через призму воспоминаний, рассказанных Осомэ и ей самой, когда она неожиданно возвращается в Асакуса и встречается с Осомэ на улице. Мы узнаём, что она в своё время, работая на улице, связалась с плохой компанией и занималась тёмными делишками. Она начала одеваться в модную западную одежду, но затем, связав свою судьбу с приличным молодым человеком по имени Косуги, бросила и отчий дом и своих бандитских дружков. Однако, вскоре её возлюбленный Косуги заболевает туберкулёзом, он уже не в состоянии работать и уговаривает О-Рэн собрать денег и уехать в его родную деревню. О-Рэн решается на встречу со своими бывшими криминальными дружками, чтобы достать через них деньги на поездку. Бандиты предлагают ей заработать деньги, — она должна заманить в ловушку ресторатора Аояму, жениха её младшей сестры. Она соглашается, но свидетельницей её поступка становится средняя сестра Осомэ. Когда О-Рэн уже передаст Аояму в руки бандитов и уедет на вокзал, где должна со своим Косуги сесть на уходящий в его деревню поезд, Осомэ встрянет в бандитский рэкет, пытаясь заступиться за шантажируемого Аояму и в потасовке будет ранена. Затем Осомэ приезжает на вокзал проститься с О-Рэн, скрывая своё ранение. В финальной сцене Осомэ, проводив О-Рэн, умирает на вокзальной скамейке.

## В ролях
- Тикако Хосокава — О-Рэн
- Масако Цуцуми — Осомэ
- Рюко Умэдзоно — Тиэко
- Титосэ Хаяси — Хахоя, мать
- Тисато Мацумото — Охару
- Масако Сандзё — Осима
- Мариё Мацумото — Окину
- Хэйхатиро Окава — Аояма
- Осаму Такидзава — Косуги

## Премьеры
- — 1 марта 1935 года состоялась национальная премьера фильма в Токио[1].